# Francis Lassus

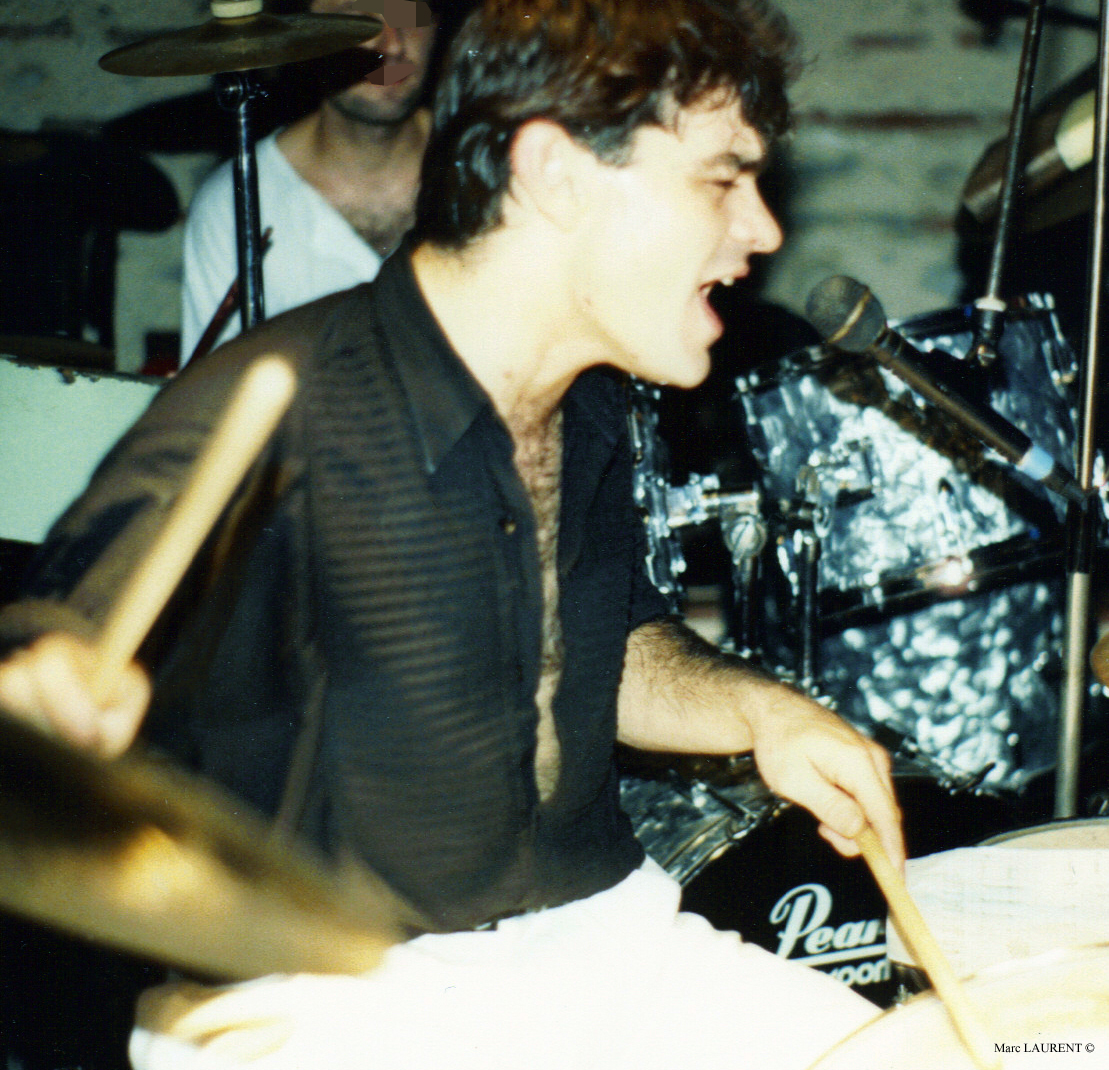
Francis Lassus (1992)

Francis Lassus (* 29. Mai 1961 in Pau) ist ein französischer Jazzmusiker (Schlagzeug, Komposition).

## Leben und Wirken
Lassus begann schon in jungen Jahren Schlagzeug zu spielen und trat bald in verschiedenen Orchestern und Bands in Südwestfrankreich auf. 1983 holte ihn Bernard Lubat in seine Company. In den 1990er Jahren gehörte er zu verschiedenen Projekten von Ray Lema und zum Sextett von Louis Sclavis (Ellington on the Air, Les violences de Rameau), für den er auch komponierte. Dann arbeitete er mit Künstlern wie Claude Nougaro, Jean-Michel Pilc, Sylvain Luc, Mina Garay, Antonello Salis, Étienne M'Bappé, Richard Galliano, Maurice Vander, André Minvielle oder Furio Di Castri. Außerdem ist er als Autor und Initiator des Perkussionsorchesters Les Elegantes Machines hervorgetreten. Weiterhin hat er auch mit dem Ballett von Roland Petit und Zizi Jeanmaire zusammengearbeitet. Er ist auch auf Tonträgern von Bernard Lubat, Louis Winsberg, Ray Lema/Joachim Kühn, Guillemette Laurens, Mokhtar Samba oder Huong Thanh/Nguyên Lê zu hören.